# Ryan Fitzpatrick
Ryan Joseph Fitzpatrick, soprannominato Fitzmagic (Gilbert, 24 novembre 1982), è un ex giocatore di football americano statunitense che ha militato nel ruolo di quarterback nella National Football League (NFL). Fu scelto nel corso del settimo giro (250º assoluto) del Draft NFL 2005 dai St. Louis Rams. Al college giocò a football ad Harvard.

## Carriera professionistica

### St. Louis Rams e Cincinnati Bengals
Fitzpatrick venne scelto al settimo giro nel Draft 2005 dai St. Louis Rams., Fitzpatrick giocò solo cinque partite nei suoi primi due anni a St. Louis prima di essere ceduto ai Cincinnati Bengals. Lì debuttò il 28 settembre 2008 in sostituzione dell'infortunato Carson Palmer. Durante la stagione 2008 finì terzo nelle yard totali corse da un quarterback in tutta la lega.

### Buffalo Bills
Fitzpatrick firmò coi Buffalo Bills il 27 febbraio 2009. Il 18 novembre 2009 fu nominato QB titolare dei Bills dall'allenatore ad interim Perry Fewell dopo il licenziamento di Dick Jauron. Come titolare ebbe un record di 3-3 lanciando touchdown, 6 intercetti e 1060 yard. 
All'inizio della stagione 2010 il nuovo coach Chan Gailey rimise Trent Edwards come titolare per la stagione ma, dopo due sconfitte nelle prime due giornate, Fitzpatrick tornò titolare. Nella rimonta dal 49-31 sui Cincinnati Bengals, Fitzpatrick lanciò per 316 yard e 4 touchdown, compresi 3 a Steve Johnson. Quella fu la prima volta nella storia della NFL che una squadra rimontò 17 punti vincendo poi per più di 18.

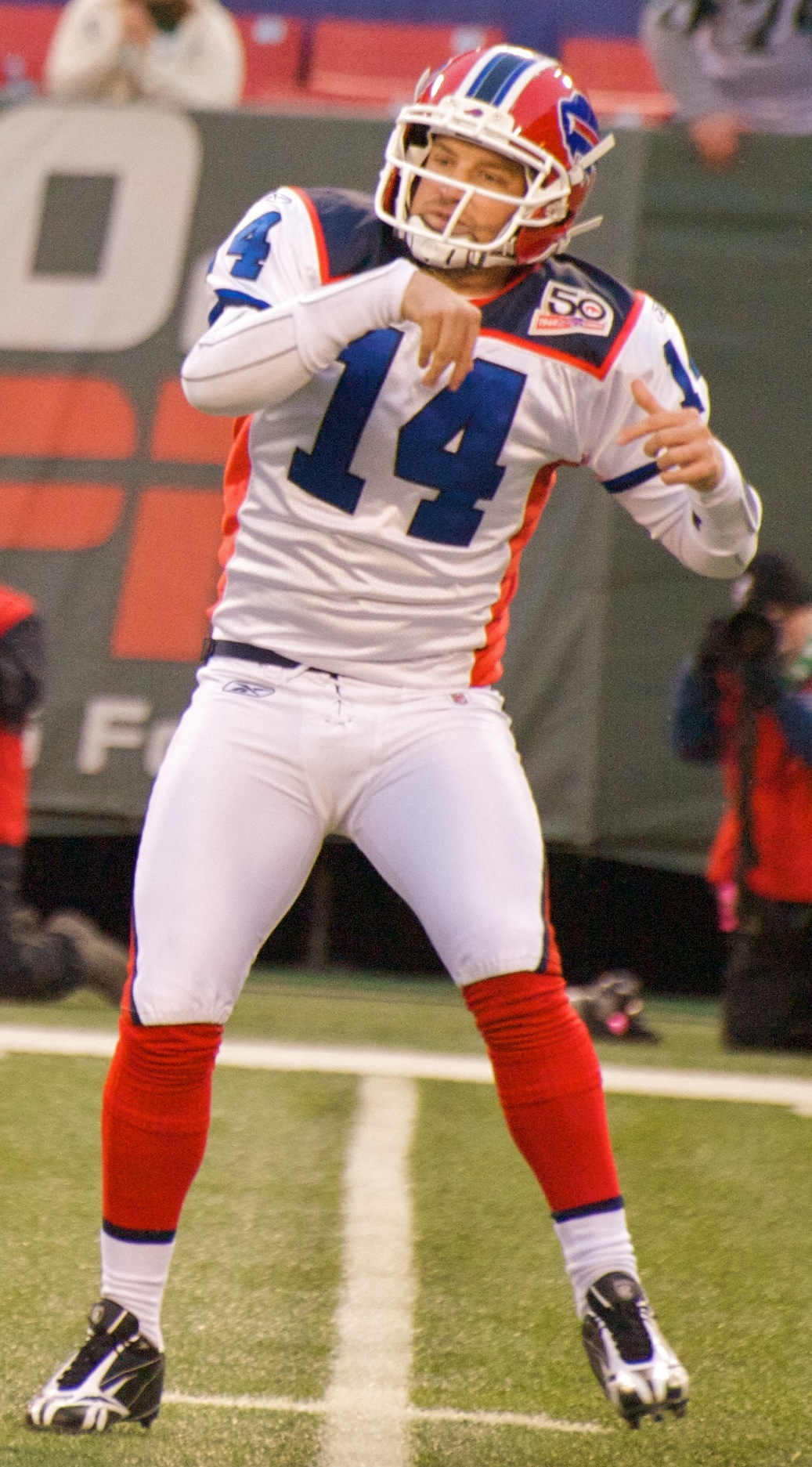
Fitzpatrick nel 2009 contro i Jets.

Durante la seconda settimana della stagione 2011, Fitzpatrick guidò i Bills a cinque drive consecutivi terminati con un touchdown nei primi cinque possessi del secondo tempo nella rimonta sui Raiders. Fu la prima volta nella storia che una squadra segnò per cinque drive consecutivi dall'inizio del secondo tempo. Anche grazie a questa prestazione, Ryan fu nominato miglior giocatore offensivo del mese di settembre della AFC.
Il 28 ottobre 2011, Fitzpatrick firmò un'estensione contrattuale da 6 anni per 59 milioni di dollari.
Il 9 settembre, nel debutto stagionale contro i New York Jets, Ryan completò 18 passaggi su 32 tentativi per 195 yard con 3 touchdown e 3 intercetti nella sconfitta per 48-28. Nel turno successivo, Bills ottennero la prima vittoria stagionale: Fitzpatrick completò 10 passaggi su 19 per 178 yard  e 2 touchdown. Nella settimana 3 i Bills vinsero la seconda partita della stagione, contro i Cleveland Browns: Ryan giocò un'ottima partita passando 208 yard con tre touchdown e nessun intercetto subito.
Nella settimana 4 i Bills persero subendo ben 52 punti dai Patriots: Ryan passò 350 yard con 4 touchdown ma anche ben 4 intercetti. Nel turno successivo i Bills subirono una batosta dai San Francisco 49ers perdendo per 45-3: Fitzpatrick passò per 126 yard con un intercetto.
I Bills tornarono alla vittoria nella settimana 6 contro gli Arizona Cardinals con Ryan che passò 153 yard senza touchdown e intercetti. Nel turno successivo Buffalo perse una partita al cardiopalma coi Titans con il quarterback che passò 225 yard con tre touchdown e un intercetto.
Nel Thursday Night della settimana 11 i Bills tennero vive le loro flebili speranze di centrare i playoff vincendo contro i Miami Dolphins. Fitzpatrick passò 168 yard senza touchdown e intercetti . Un'altra sconfitta arrivò però nella settimana seguente contro i Colts dove Fitzpatrick passò 180 yard con un touchdown e un intercetto. Nell'ultimo turno di campionato Buffalo vinse contro i Jets con Fitzpatrick che passò 225 yard e un touchdown. La sua stagione si chiuse così con 3.400 yard passate, 24 touchdown e 16 intercetti per un passer rating di 83,3, il migliore in carriera.
Il 12 marzo 2013, Fitzpatrick fu svincolato dai Buffalo Bills.

### Tennessee Titans
Il 18 marzo 2013, Fitzpatrick firmò un contratto biennale coi Tennessee Titans per fungere da riserva a Jake Locker. Debuttò con la nuova maglia quando Locker si infortunò nel terzo periodo della gara della settimana 4 contro i Jets, passando 108 yard e un touchdown nella vittoria della sua squadra. La settimana successiva contro i Chiefs partì come titolare, passando 247 yard con un TD e 2 intercetti nella sconfitta. Anche nella settimana 6 continuò a giocare come partente, passando 171 yard e subendo due intercetti nella sconfitta contro i Seattle Seahawks. Locker nel frattempo tornò ad essere il quarterback titolare dei Titans ma si infortunò nuovamente nella settimana 10 contro i Jaguars e Ryan entrò al suo posto passando 2 touchdown e segnandone uno su corsa ma non riuscì a completare la rimonta sugli avversari precedentemente ancora a secco di vittorie. Partito come titolare il giovedì seguente, passò 222 yard e un touchdown nella sconfitta contro i Colts.
Nella settimana 12 contro i Raiders, Fitzpatrick passò il touchdown della vittoria a 10 secondi dal termine per Kendall Wright, terminando una prestazione senza sbavature con 320 yard passate e 2 TD. Dopo questa gara i Titans ne persero tre consecutive, tornando alla vittoria nel penultimo turno di campionato contro i Jaguars con 181 yard e un touchdown del quarterback. La stagione di Ryan e dei Titans si concluse con una vittoria su Houston in cui passò 166 yard e subì un intercetto. Il 14 marzo 2014 fu svincolato.

### Houston Texans

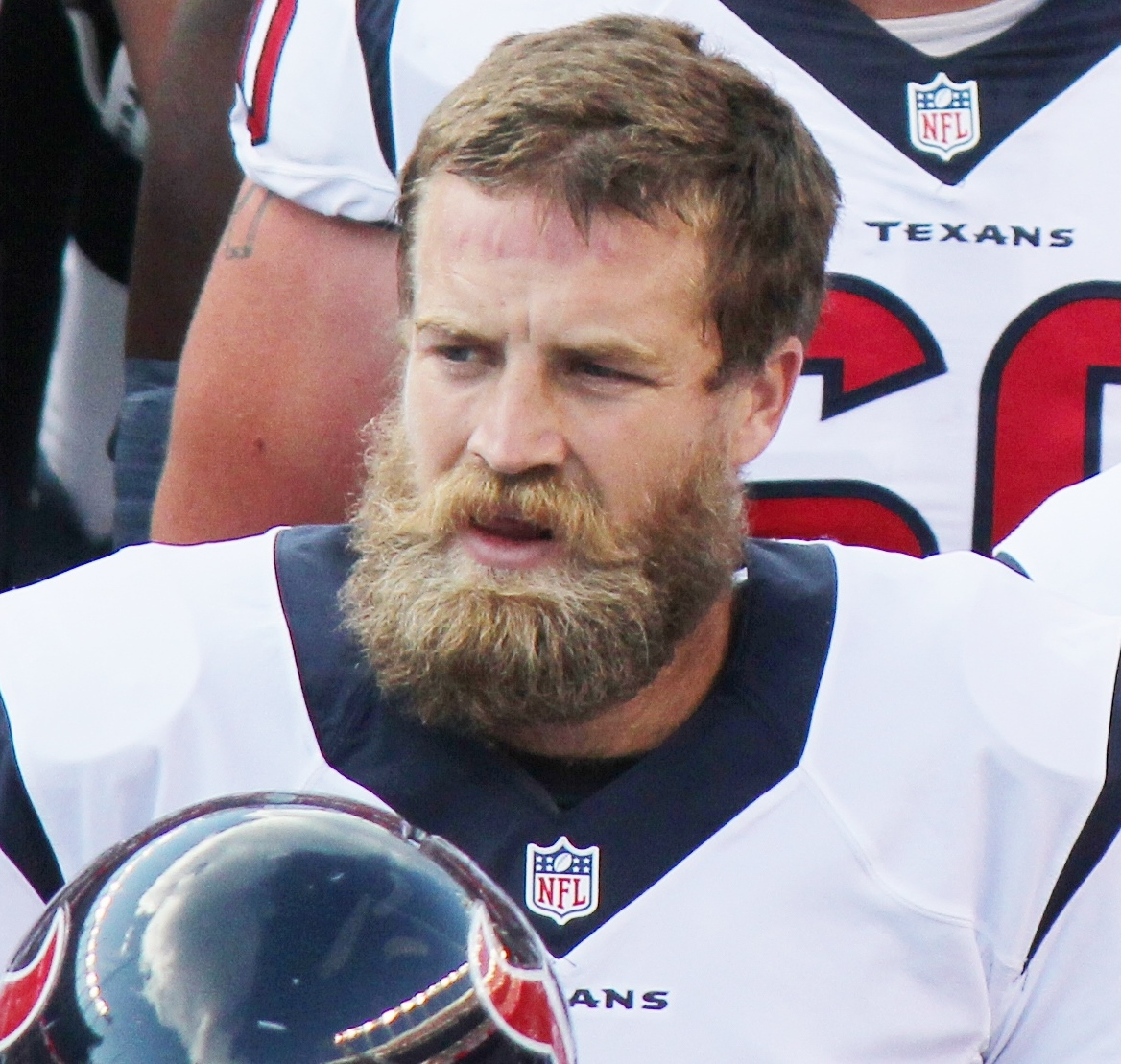
Fitzpatrick coi Texans

Il 20 marzo 2014, Fitzpatrick firmò con gli Houston Texans un contratto biennale del valore di 7,5 milioni di dollari, 4 milioni dei quali garantiti. La squadra aveva terminato la stagione precedente col peggior record della lega perdendo tutte le ultime 14 partite, ma Fitzpatrick la condusse subito alla vittoria nella settimana di debutto contro i Redskins, passando 206 yard e un touchdown per DeAndre Hopkins. Un'altra vittoria giunse la domenica successiva in casa dei Raiders in cui passò 139 yard e 2 touchdown. Dopo una sconfitta coi Giants, nella settimana 4 Houston vinse la sua terza gara stagionale (più di quante ne avesse vinte nell'annata precedente) col quarterback che passò un touchdown e subì due intercetti. La quarta giunse nella settimana 8 in casa dei suoi ex Titans passando 227 yard e un touchdown. Dopo una sconfitta nella settimana 9, con Houston su un record di 4-5 e la precisione del quarterback in calo nelle ultime due prestazioni, Ryan Mallett fu nominato titolare per le due successive gare. Un aggravarsi di un infortunio al muscolo pettorale però gli fece chiudere in anticipo la stagione, così Fitzpatrick tornò ad essere il titolare all'alba della gara della settimana 13, dove giocò la miglior gara della carriera, passando 358 yard e 6 touchdown (a solo uno dal record NFL) per un passer rating di 147,5, nella vittoria 45-21 sui Titans. Per questa prova fu premiato come miglior giocatore offensivo della AFC della settimana e come quarterback della settimana.
Nel quattordicesimo turno i Texans (7-6) tennero vive le loro speranze di playoff battendo in trasferta i Jaguars con Fitzpatrick che, trovatosi per quasi tutta la gara senza Andre Johnson, passò 135 yard e segnò un touchdown su corsa. Sette giorni dopo, nel secondo quarto della gara contro i Colts, si fratturò gamba durante un tentativo di corsa, chiudendo la propria stagione con due gare di anticipo.

### New York Jets

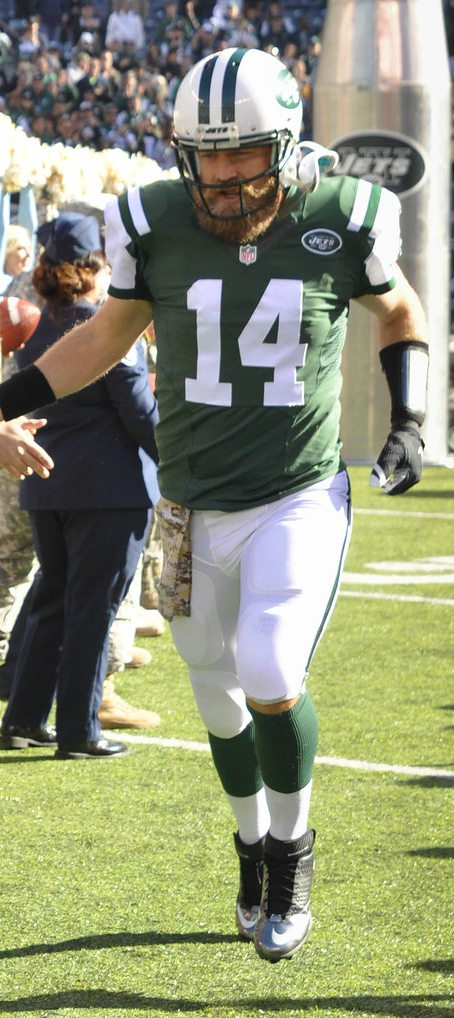
Fitzpatrick nel 2015

Dopo che i Texans acquisirono Brian Hoyer, l'11 marzo 2015 Fitzpatrick fu scambiato coi New York Jets per una scelta del settimo giro del draft. Nella prima gara con la nuova maglia guidò i suoi alla vittoria sui Browns passando due touchdown. Nel sesto turno, dopo la settimana di pausa, guidò la squadra a partire con un record di 4-1 per la prima volta dal 2010 grazie a due touchdown passati e uno segnato su corsa nella vittoria sui Redskins. Dopo una sconfitta coi Patriots, Fitzpatrick si infortunò a una mano nel primo drive della partita della settimana 8 contro i Raiders, non facendo più ritorno in campo. Riuscì comunque ad essere in campo nella gara successiva, guidando la squadra alla vittoria sui Jaguars con due touchdown malgrado il legamento rotto nel pollice della mano sinistra. Seguirono due sconfitte consecutive, prima della vittoria sui Dolphins in cui Fitzpatrick disputò una delle migliori prove stagionali, passando 277 yard e quattro touchdown senza subire intercetti.
Nella settimana 13, i Jets batterono i rivali cittadini dei Giants ai supplementari, con Fitzpatrick che passò un massimo stagionale di 390 yard con 2 touchdown. Sette giorni dopo, con tre touchdown contro i Titans, raggiunse quota 25 in stagione, un nuovo primato personale, venendo premiato come giocatore offensivo della AFC della settimana. Per i Jets si trattò della terza vittoria consecutiva, per la prima volta dal 2011. Nel penultimo turno, Fitzpatrick trascinò la squadra a una vittoria fondamentale sui Patriots passando il touchdown decisivo a Eric Decker nei supplementari. Con tre marcature in quella partita arrivò a quota 29 in stagione, pareggiando il primato di franchigia e venendo premiato per la seconda volta in stagione come giocatore offensivo della AFC della settimana.
Fitzpatrick si presentò all'ultima partita della sua migliore stagione come il quarterback ad avere giocato più gare in carriera senza raggiungere i playoff dal 1970 dopo Archie Manning. I Jets avrebbero dovuto battere i Bills ma caddero per 17-22, con Fitzpatrick che, tentando di portare la squadra alla rimonta, subì tre intercetti nel finale. La contemporanea vittoria degli Steelers sui Browns escluse New York dalla post-season malgrado un ottimo record di 10-6. L'annata di Fitzpatrick si chiuse con i primati personali in yard passate (3.905) e touchdown passati (31), con 15 intercetti subiti.
Divenuto free agent alla fine della stagione 2015, Fitzpatrick il 27 luglio 2016 firmò nuovamente con i Jets un contratto di un anno del valore di 12 milioni di dollari. Dopo una sconfitta coi Bengals all'esordio, quattro giorni dopo guidò il club alla vittoria per 37-31, vendicandosi dei Bills che li avevano esclusi dai playoff nell'ultima gara del 2015. In quella partita, Fitzpatrick passò 374 yard e un touchdown, venendo premiato come giocatore offensivo della AFC della settimana. La terza gara della stagione fu però una svolta in negativo, per sé e per la squadra: i Jets persero contro i Kansas City Chiefs 24-3 e Fitzpatrick subì sei intercetti. I Jets persero altre tre partite consecutive, durante l'ultima delle quali, contro gli Arizona Cardinals, Fitzpatrick sostituito da Geno Smith. Quest'ultimo partì come titolare nella gara successiva, contro i Ravens, tuttavia nel secondo quarto patì un grave infortunio al ginocchio e Fitzpatrick prese il suo posto; i Jets vinsero la partita. Fitzpatrick fu titolare per altre due gare, contro i Browns, vinta, e contro i Dolphins, persa. A causa di un leggero infortunio, gli fu però preferito Bryce Petty per la decima giornata, contro i Rams. Ripresosi fisicamente, fu nuovamente titolare contro i New England Patriots e gli Indianapolis Colts, due sconfitte per i Jets, che a quel punto avevano un record di 3 vinte e 9 perse. Dopo la sconfitta coi Colts, Petty fu nuovamente nominato titolare per le ultime quattro gare. Tuttavia, a causa di infortuni subiti dal pari ruolo, Fitzpatrick giocò spezzoni delle gare contro i Dolphins e i Patriots e tutta l'ultima partita della stagione, contro i Bills. I Jets chiusero la stagione con 5 vittorie e 11 sconfitte. Il quarterback totalizzò 14 partite, di cui 11 da titolare, con 2.710 yard passate, 12 touchdown e 17 intercetti subiti. A fine stagione il contratto non gli fu rinnovato.

### Tampa Bay Buccaneers

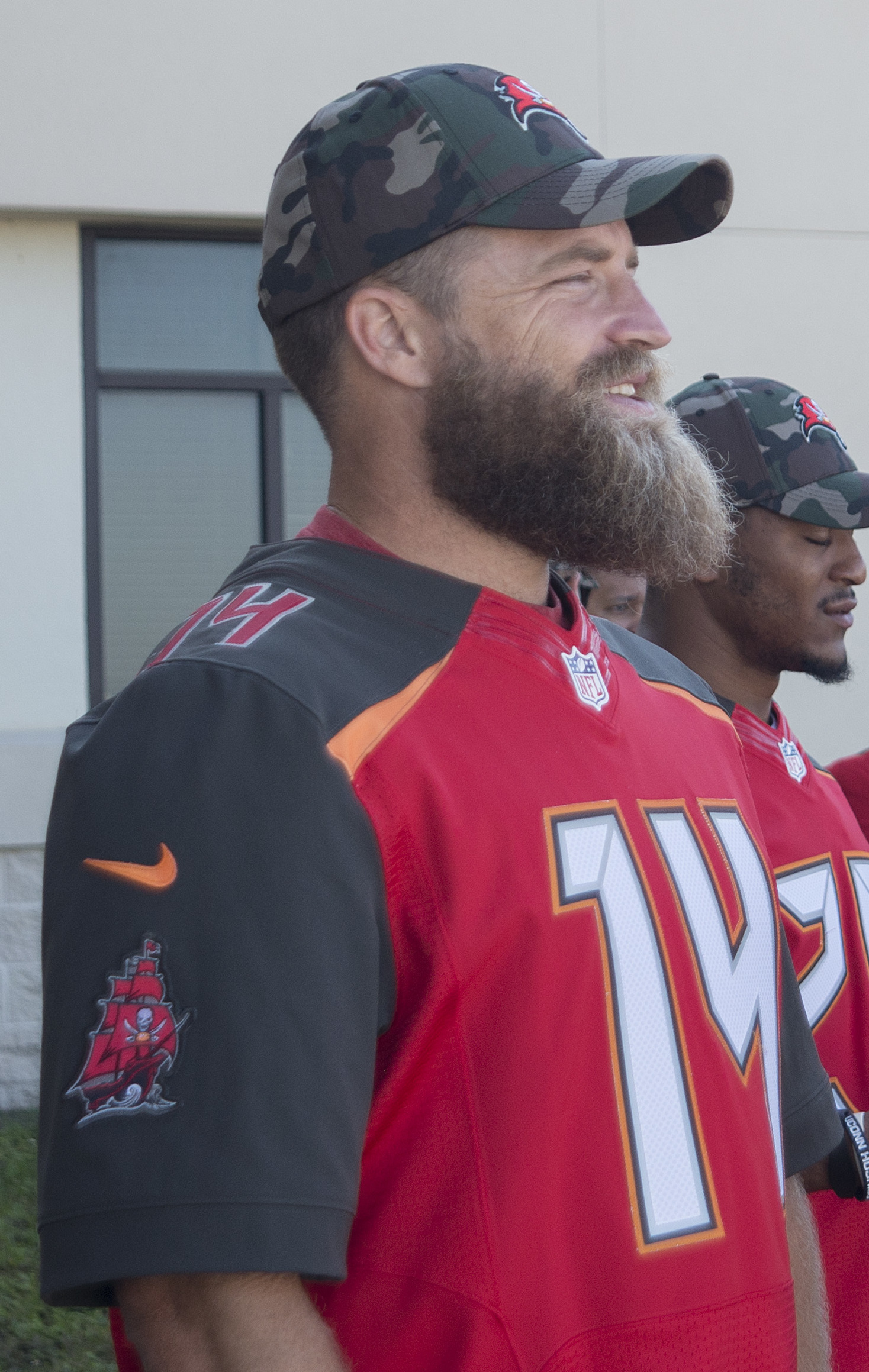
Fitzpatrick nel 2018

Il 19 maggio 2017, Fitzpatrick firmò coi Tampa Bay Buccaneers un contratto annuale da 3 milioni di dollari, per fungere da riserva del quarterback titolare, Jameis Winston. Quando questi si infortunò alla spalla durante la settimana 6 contro i Cardinals, Fitzpatrick gli subentrò completando 22 passaggi su 32 per 290 yard, 3 touchdowns e 2 intercetti nella sconfitta per 38–33. Nel nono turno contro i New Orleans Saints, Winston si infortunò nuovamente alla spalla e Fitzpatrick disputò tutto il secondo tempo, passando 68 yard e un touchdown nella sconfitta per 30–10. Il giorno successivo, il capo-allenatore Dirk Koetter affermò che Winston sarebbe rimasto fuori dai campi di gioco per almeno due settimane. Nella prima gara da partente coi Bucs guidò subito la squadra alla vittoria per 15-10 sui Jets con 187 yard passate, un touchdown e un intercetto subito. Sette giorni dopo vinse nuovamente con 275 yard passate e 2 touchdown contro i Dolphins. Dopo una sconfitta coi Falcons, Winston, ristabilitosi, tornò ad essere nominato partente. Fitzpatrick concluse così l'annata con 1.103 yard passate, 7 touchdown e 3 intercetti subiti.
Con Winston squalificato per tre partite, Fitzpatrick iniziò la stagione 2018 come titolare dei Bucs disputando una delle migliori gare in carriera nella vittoria del primo turno contro i Saints in cui portò Tampa Bay a segnare 48 punti, con un primato personale di 417 yard passate, 4 TD passati e un quinto segnato su corsa e venendo premiato come giocatore offensivo della NFC della settimana e come quarterback della settimana. Altri 4 TD li passò sette giorni dopo, permettendo ai Bucs di battere gli Eagles campioni in carica e venendo premiato ancora come giocatore offensivo della settimana.
Nel quarto turno Winston terminò la sua sospensione ma Fitzpatrick partì nuovamente come titolare, salvo venire sostituito nel secondo tempo quando la squadra aveva accumulato uno svantaggio incolmabile contro i Bears. Tornò in campo nel secondo tempo della gara dell'ottavo turno dopo Winston aveva lanciato 4 intercetti, guidando quasi la squadra a un'improbabile rimonta contro i Bengals e venendo nominato titolare per la gara successiva.

### Miami Dolphins
Il 17 marzo 2019, Fitzpatrick firmò un contratto biennale con i Miami Dolphins. Nominato titolare per l'inizio della stagione regolare, i Dolphins persero le prime due partite con un punteggio complessivo di 102-10, così per il terzo turno fu sostituito come partente da Josh Rosen. Questi partì come titolare fino alla settimana 6 quando venne sostituito in corso d'opera da Fitzpatrick che guidò quasi alla vittoria la squadra contro i Redskins, fallendo però la decisiva conversione da 2 punti. La prima vittoria giunse nel nono turno contro i Jets in cui il quarterback passò 3 touchdown, tutti nel primo tempo. Nel penultimo turno guidò i Dolphins alla vittoria con un massimo stagionale di 419 yard passate e 4 touchdown, venendo premiato come giocatore offensivo della AFC della settimana. Nell'ultimo turno passò il touchdown della vittoria a Mike Gesicki a 24 secondi dal termine superando a sorpresa i Patriots in trasferta e costringendoli a perdere il secondo posto nel tabellone dei playoff. La sua stagione si chiuse con 3.529 yard passate, 20 touchdown e 13 intercetti, mentre i Dolphins ebbero un record di 5-11.
Nella stagione 2020, malgrado i Dolphins avessero scelto il quarterback Tua Tagovailoa come quinto assoluto nel Draft 2020, Fitzpatrick fu nominato titolare per la gara del primo turno. La prima vittoria giunse nella settimana 3 contro i Jacksonville Jaguars, in cui completò 18 passaggi su 20 per 160 yard, 2 touchdown passati e un terzo segnato su corsa. Nella settimana 5 passò 350 yard e 3 touchdown nella vittoria in casa dei San Francisco 49ers per 43-17. Dopo una vittoria nella settimana 6 contro i Jets in cui Fitzpatrick passò tre touchdown, malgrado l'inizio di stagione positivo, Tagovailoa fu nominato titolare. Dopo che questi si infortunò nell'undicesimo turno, Fitzpatrick tornò titolare guidando la squadra alla vittoria sui Jets con 257 yard passate e 2 touchdown. Il 26 dicembre 2020 contro i Las Vegas Raiders, Fitzpatrick entrò in partita per sostituire Tagovailoa, guidando il drive della vittoria quando trovò Mack Hollins con un passaggio completo da 34 yard mentre veniva strattonato per la maschera, a 19 secondi dal termine e in svantaggio per 25-23. Ciò portò al field goal della vittoria di Jason Sanders. La sua partita si concluse con 182 yard passate, incluso un passaggio da touchdown da 82 yard per Myles Gaskin.

### Washington Football Team
Il 15 marzo 2021 Fitzpatrick firmò un contratto annuale da 10 milioni di dollari con il Washington Football Team. Divenne così il primo quarterback della storia a partire come titolare nella settimana 1 con sei differenti franchigie ma la sua partita contro i Los Angeles Chargers durò poco più di un quarto a causa di un infortunio all'anca. Dopo la partita fu inserito in lista infortunati.

## Palmarès
- Giocatore offensivo della AFC del mese : 1

settembre 2011
- Giocatore offensivo della AFC della settimana: 5

13ª del 2014, 14ª e 16ª del 2015, 2ª del 2016, 16ª del 2019
- Giocatore offensivo della NFC della settimana: 3

12ª del 2005, 1ª e 2ª del 2018
- Quarterback della settimana: 3

13ª del 2014, 1ª del 2018, 17ª del 2019

## Statistiche
Stagione regolare
| Anno   | Squadra | P   | PT  | Passaggi | Passaggi | Passaggi | Passaggi | Passaggi | Passaggi | Passaggi | Passaggi | Corse | Corse | Corse | Corse | Sack | Sack  | Fumble | Fumble |
| Anno   | Squadra | P   | PT  | Comp     | Ten      | %        | Yard     | Media    | TD       | Int      | Rat      | Ten   | Yard  | Media | TD    | Sack | YP    | Fum    | Persi  |
| ------ | ------- | --- | --- | -------- | -------- | -------- | -------- | -------- | -------- | -------- | -------- | ----- | ----- | ----- | ----- | ---- | ----- | ------ | ------ |
| 2005   | STL     | 4   | 3   | 76       | 135      | 56,3     | 777      | 5,8      | 4        | 8        | 58,2     | 14    | 64    | 4,6   | 2     | 9    | 49    | 3      | 1      |
| 2006   | STL     | 1   | 0   | 0        | 0        | 0        | 0        | 0        | 0        | 0        | 0        | 3     | 0     | 0     | 0     | 0    | 0     | 0      | 0      |
| 2007   | CIN     | 1   | 0   | 0        | 0        | 0        | 0        | 0        | 0        | 0        | 0        | 0     | 0     | 0     | 0     | 0    | 0     | 0      | 0      |
| 2008   | CIN     | 13  | 12  | 221      | 372      | 59,4     | 1.905    | 5,1      | 8        | 9        | 70,0     | 60    | 304   | 5,1   | 2     | 38   | 193   | 11     | 5      |
| 2009   | BUF     | 10  | 8   | 127      | 227      | 55,9     | 1.422    | 6,3      | 9        | 10       | 69,7     | 31    | 141   | 4,5   | 1     | 21   | 127   | 3      | 2      |
| 2010   | BUF     | 13  | 13  | 255      | 441      | 57,8     | 3.000    | 6,8      | 23       | 15       | 81,8     | 40    | 269   | 6,7   | 0     | 24   | 145   | 4      | 0      |
| 2011   | BUF     | 8   | 8   | 170      | 260      | 65,4     | 1.930    | 7,4      | 15       | 9        | 92,3     | 22    | 53    | 2,4   | 0     | 8    | 56    | 3      | 1      |
| 2012   | BUF     | 16  | 16  | 306      | 505      | 60,6     | 3.400    | 6,7      | 24       | 16       | 83,3     | 48    | 197   | 4,1   | 1     | 30   | 161   | 8      | 6      |
| 2013   | TEN     | 11  | 9   | 217      | 350      | 62,0     | 2.454    | 7,0      | 14       | 12       | 82,0     | 43    | 225   | 5,2   | 3     | 21   | 109   | 1      | 0      |
| 2014   | HOU     | 12  | 12  | 197      | 312      | 63,1     | 2.483    | 8,0      | 17       | 8        | 95,3     | 50    | 184   | 3,7   | 2     | 21   | 83    | 5      | 1      |
| 2015   | NYJ     | 16  | 16  | 335      | 562      | 59,6     | 3.905    | 6,9      | 31       | 15       | 88,0     | 60    | 270   | 4,5   | 2     | 19   | 94    | 5      | 2      |
| 2016   | NYJ     | 14  | 11  | 228      | 403      | 56,6     | 2.710    | 6,7      | 12       | 17       | 69,6     | 33    | 130   | 3,9   | 0     | 19   | 81    | 9      | 1      |
| Totale | Totale  | 127 | 116 | 2.315    | 3.876    | 59,7     | 25.888   | 6,7      | 166      | 133      | 79,7     | 438   | 1.999 | 4,6   | 13    | 224  | 1.190 | 68     | 27     |